# جيم توماس
جيم توماس هو لاعب كرة القدم الكندية كندي، ولد في 1939 في كولومبوس في الولايات المتحدة، وتوفي في 4 أكتوبر 2015.